# ガウス＝クズミン＝ヴィルズィング作用素
数学の分野におけるガウス＝クズミン＝ヴィルズィング作用素（ガウス＝クズミン＝ヴィルズィングさようそ、英: Gauss–Kuzmin–Wirsing operator）とは、カール・ガウス、ロディオン・クズミンおよびエデュアルト・ヴィルズィングの名にちなむ、連分数の研究に現れるある作用素のことを言う。リーマンゼータ関数とも関連している。

## 導入
ガウス＝クズミン＝ヴィルズィング作用素は、ガウス写像
{\displaystyle h(x)=1/x-\lfloor 1/x\rfloor \,}
の転送作用素である。この作用素は関数 f に対して
{\displaystyle [Gf](x)=\sum _{n=1}^{\infty }{\frac {1}{(x+n)^{2}}}f\left({\frac {1}{x+n}}\right)}
のように作用する。そのゼロ番目の固有関数は
{\displaystyle {\frac {1}{\ln 2}}\ {\frac {1}{1+x}}}
であり、これは固有値 1 に対応する。この固有関数は、与えられた整数がある連分数展開に現れる確率を表し、ガウス＝クズミン分布として知られている。このようなことが従う原因の一つに、ガウス写像が連分数に対する切断シフト作用素として働くことが挙げられる。すなわち、
{\displaystyle x=[0;a_{1},a_{2},a_{3},\dots ]\,}
をある数 0 < x < 1 の連分数表現とすれば、そのガウス写像は
{\displaystyle h(x)=[0;a_{2},a_{3},\dots ]\,}
となる。その他の固有値は数値的に計算することが出来る。次の固有値は λ1 = −0.3036630029... オンライン整数列大辞典の数列 A038517 で、その絶対値はガウス＝クズミン＝ヴィルズィング定数（Gauss–Kuzmin–Wirsing constant）として知られている。その他の固有関数の解析的な形状は知られていない。また固有値が無理数であるかどうかも知られていない。

## リーマンゼータとの関係
ガウス＝クズミン＝ヴィルズィング作用素は、リーマンゼータ関数と関係している。ここでそのようなゼータ関数は
{\displaystyle \zeta (s)={\frac {1}{s-1}}-s\int _{0}^{1}h(x)x^{s-1}\;dx}
と書け、変数変換によって
{\displaystyle \zeta (s)={\frac {s}{s-1}}-s\int _{0}^{1}x\left[Gx^{s-1}\right]\,dx}
と出来ることに注意されたい。

## 行列成分
関数 f(x) および {\displaystyle g(x)=[Gf](x)} に対し、x=1 でのテイラー展開を考える。すなわち
{\displaystyle f(1-x)=\sum _{n=0}^{\infty }(-x)^{n}{\frac {f^{(n)}(1)}{n!}}}
とし、g(x) も同様の形式で表現する。ガウス＝クズミン＝ヴィルズィング作用素は x = 0 における性質が良くないため、この展開は x = 1 において行われている。したがって 1-x についての展開を扱う上で、正の 0 ≤ x ≤ 1 のみを考えることになる。このとき、ガウス＝クズミン＝ヴィルズィング作用素はテイラー係数の上で
{\displaystyle (-1)^{m}{\frac {g^{(m)}(1)}{m!}}=\sum _{n=0}^{\infty }G_{mn}(-1)^{n}{\frac {f^{(n)}(1)}{n!}},}
のように作用する。ここでその作用素の行列成分は
{\displaystyle G_{mn}=\sum _{k=0}^{n}(-1)^{k}{n \choose k}{k+m+1 \choose m}\left[\zeta (k+m+2)-1\right]}
で与えられる。この作用素は大変よく構成されており、数値的に非常に扱いやすいものとなっている。ここで各成分は有限の有理ゼータ級数であることに注意されたい。ガウス＝クズミン定数は、行列の左上の n × n の部分を数値的に対角化することによって、容易に高精度で計算することが出来る。この作用素を対角化する閉形式表現は知られていない。すなわち、固有値あるいは固有ベクトルに対する閉形式表現は知られていないということである。

## リーマンゼータ
リーマンゼータは次のように書くことが出来る。
{\displaystyle \zeta (s)={\frac {s}{s-1}}-s\sum _{n=0}^{\infty }(-1)^{n}{s-1 \choose n}t_{n}}
ここで {\displaystyle t_{n}} は上述の行列成分によって与えられる。すなわち
{\displaystyle t_{n}=\sum _{m=0}^{\infty }{\frac {G_{mn}}{(m+1)(m+2)}}}
である。直和を計算することで、次が得られる。
{\displaystyle t_{n}=1-\gamma +\sum _{k=1}^{n}(-1)^{k}{n \choose k}\left[{\frac {1}{k}}-{\frac {\zeta (k+1)}{k+1}}\right]}
ここで {\displaystyle \gamma } はオイラー＝マスケローニの定数である。このような {\displaystyle t_{n}} は下降階乗（falling factorial）展開に対して、スティルチェス定数と同様の役割を果たす。今
{\displaystyle a_{n}=t_{n}-{\frac {1}{2(n+1)}}}
とすれば、a0 = −0.0772156... や a1 = −0.00474863... のような値が得られる。これらの値は急速に小さくなるが、振動的である。これらの値のいくつかの陽的な和は計算することが出来る。それらは、スターリング数を係数とする多項式に下降階乗を表現し直し、解くことによって、スティルチェス定数に陽的な形で関連付けることが出来る。より一般に、リーマンゼータは多項式のシェファー列に関する展開として表現し直すことが出来る。
このようなリーマンゼータの展開は  で調べられている。その係数は次のような形をもって、減少である。
{\displaystyle \left({\frac {2n}{\pi }}\right)^{1/4}e^{-{\sqrt {4\pi n}}}\cos \left({\sqrt {4\pi n}}-{\frac {5\pi }{8}}\right)+{\mathcal {O}}\left({\frac {e^{-{\sqrt {4\pi n}}}}{n^{1/4}}}\right).}